# Basile Valentin
Pour les articles homonymes, voir Valentin.
Sous le nom de Basile Valentin (en latin Basilius Valentinus), présenté comme un moine bénédictin du XVe siècle, parurent au début du XVIIe siècle un certain nombre de traités alchimiques qui connurent un grand succès.

## Doutes sur le personnage historique
L'existence historique de Basile Valentin n'est pas certaine. Supposé être un alchimiste du XVe siècle, peut-être chanoine du couvent bénédictin Saint-Pierre d'Erfurt, en Allemagne, c'est probablement un pseudonyme utilisé par un ou plusieurs auteurs allemands du XVIe siècle.
Selon John Maxson Stillman (en), qui a écrit sur l'histoire de la chimie, il n'y a aucune trace d'un tel nom dans les écrits en Allemagne ou à Rome et aucune mention de ce nom avant 1600. Son histoire putative, comme son portrait imaginaire, semble être de création plus récente que les écrits eux-mêmes.
Au cours du XVIIIe siècle, il a été suggéré que l'auteur des ouvrages attribués à Basil Valentine était Johann Thölde, un producteur de sel en Allemagne qui a vécu environ de 1565 à 1624,. La recherche moderne suggère maintenant qu'un des auteurs était bien Thölde, mais que d'autres ont pu y participer. Thölde publia ses cinq premiers livres sous le nom de Valentine.

## Johann Thölde
Johann Thölde (1565-1624) fit ses études à Erfurt et à Iéna de 1580 à 1583. La bibliothèque de l’université de Cassel possède le manuscrit d'un texte alchimique, daté du 18 mai 1594 (Kassel, Universitäts Bibliothek, Ms. chem. 97), dédié au prince Maurice de Hesse-Cassel. Ce texte est très proche du Triumphwagen des Antimonii (Le char triomphal de l'antimoine), publié par Thölde sous le nom de Basile Valentin en 1604. Une copie signée de Thölde en tant qu'auteur en a été trouvée par Karl Sudhoff, l'éditeur des textes de Paracelse. Thölde fut inspecteur des mines de Cronach, il était adepte de Paracelse.

## Travaux scientifiques
Qui qu'il soit, Basile Valentin avait des connaissances chimiques considérables. Il a montré que l'ammoniac pouvait être obtenu par l'action des alcalis sur le chlorure d'ammonium, décrit la production d'acide chlorhydrique par acidification de saumure de sel ordinaire chlorure de sodium, et créé l'huile de vitriol acide sulfurique, entre autres travaux.

## Œuvres du Pseudo-Basile Valentin

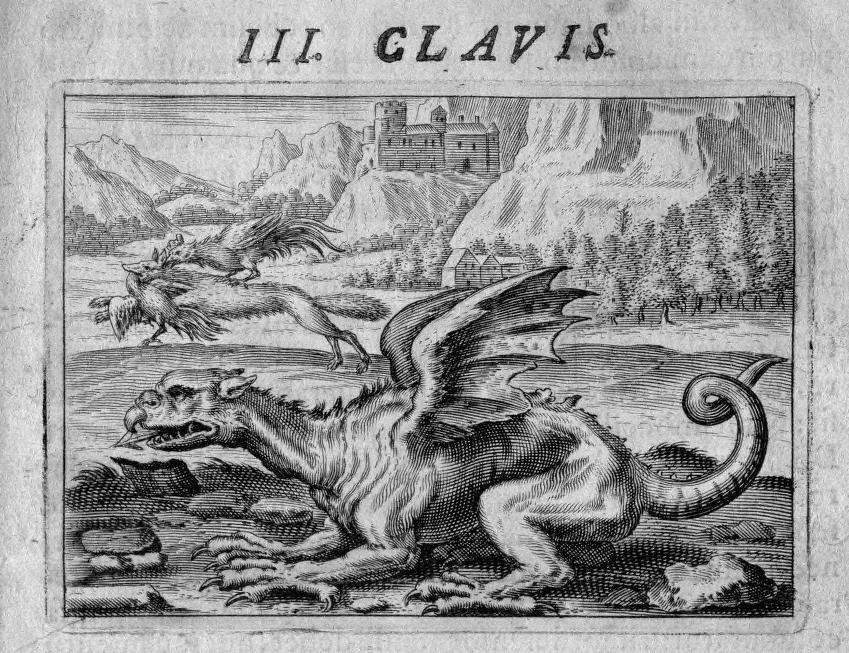
III. CLAVIS, le troisième clef (gravure de Matthäus Merian)

- Les Douze Clefs de philosophie, de frère Basile Valentin. En 1600 paraît en allemand, dans le traité III de l' Aureum Vellus: Alter und Newer Ubriger Philosophischer Schrifften und Bücher… von der warhafftigen Composition Lapidis Philosophorum geschrieben… Sonderlichen Fratris Basilij Valentini, sampt dessen 12. Schlüsseln[5]. En latin Practica, una cum duodecim clavibus ex germanico dans le Tripus Aureus (1618) de Michael Maier. En vieux français dans le texte Les Douze clefs de philosophie de Frère Basile Valentin : traictant de la vraye medecine metalique, plus l’azoth ou le moyen de faire l’or caché des philosophes (1659-1660). L'auteur s'appuie sur l'art alchimique selon Paracelse et sa théorie des trois principes (soufre, mercure, sel). Michael Maier ajouta en 1618 des gravures aussi belles qu'énigmatiques[6],[7].
- Le Char triomphal de l'antimoine. En 1604 paraît à Leipzig Triumph Wagen Antimonii[8]. L'auteur affirme, contre les partisans de Galien, les vertus thérapeutiques du trisulfure d'antimoine[9],[10].
- Azoth, ou le Moyen de faire l'or caché des philosophes, de frère Basile Valentin (1624). Le nom AZOTH figure déjà chez Paracelse. Pernety, dans son Dictionnaire mytho-hermétique, déclare : "Azoth est le nom que les philosophes hermétiques ont donné plus communément à leur mercure... Le terme azoth contient la première et la dernière lettre des trois langues matrices : l'aleph et le thau des Hébreux, l'alpha et l'oméga des Grecs, l'A et le Z des Latins"[11].
- Le Dernier Testament (1651). Dans cet ouvrage, Basile Valentin décrit, assez mystérieusement, le vitriol. "Le Vitriol est un notable et important minéral auquel nul autre, dans la nature, ne saurait être comparé, et cela parce que le Vitriol se familiarise avec tous les métaux plus que toutes les autres choses ; il leur est très prochainement allié, puisque, de tous les métaux, l’on peut faire un vitriol ou cristal ; car le vitriol et le cristal ne sont reconnus que pour une seule et même chose...…Car, bien que tous les métaux et minéraux soient doués de grandes vertus, celui-ci néanmoins, savoir le Vitriol, est seul suffisant pour en tirer et faire la bénite pierre, ce que nul autre au monde ne pourrait accomplir seul à son imitation"[12]. En 1581, Gérard Dorn (Congeries Paracelsicae chemiae de transmutationibus metallorum, Francfort, 1581, p. 144) avait expliqué le mot VITRIOL comme un acronyme, un sigle : VITRIOL = Visita Interiora Terrae Rectificando Invenies Occultum Lapidem ("Visite l'Intérieur de la Terre et en Rectifiant tu trouveras la pierre cachée"). VITRIOL n'est, probablement volontairement, pas à confondre avec le "vitriol" qui est le nom commun de l’acide sulfurique : le vitriol blanc est le sulfate de zinc, le vitriol bleu le sulfate de cuivre, le vitriol vert le sulfate de fer.
- Révélations des mystères des teintures des sept métaux (1646), ou Révélation et Déclaration concernant les plus curieux mystères des teintures essentielles des sept métaux et les vertus médicales d'icelles[13]. Explication des Douze clefs de la philosophie.
- Traité chymico-philosophique des choses naturelles et surnaturelles des métaux et minéraux (1679)[14],[15].

### Œuvres
- Azoth, ou le Moyen de faire l'or caché des philosophes, de frère Basile Valentin (1624) Éditions maçonniques, 2008, 164 p.
- Le Char triomphal de l'antimoine (1604), trad. F. Sauvin (1646), Retz, 1977, 254 p[16].
- Le Dernier Testament (1626), trad., Paris, Retz, 1978, 320 p. ; Castelli, Montélimar, 2008, 330 p[17] livre III[18].
- Les Douze Clefs de la philosophie (1600), trad. Eugène Canseliet, Paris, Éditions de Minuit, 1956, 264 p.
- Révélations des mystères des teintures des sept métaux (1646), éd. par Pierre Savoret, Omnium littéraire, 1976.

### Études
- H. G. Lenz, Johann Thölde, Paracelsist und Chymikus Und seine Beziehungen zu Landgraf Moritz von Hessen-Kassel, (1981) thèse de l'Université de Marbourg.
- Claus Priesner, Johann Thoelde und die Schriften des Basilius Valentinus, in Die Alchemie in der europäischen Kultur- und Wissenschaftsgeschichte, hrsg. Christoph Meinel; Wolfenbütteler Forschungen Band 32 ; 1986
- S. Matton, introduction à Le char triomphal de l'antimoine, Retz, 1977, p. 13-63.